# أيزاياه فراي
أيزاياه فراي (بالإنجليزية: Isaiah Frey)‏ هو لاعب كرة قدم أمريكية أمريكي، ولد في 6 أبريل 1990 في روزفيل في الولايات المتحدة.

## وصلات خارجية
- أيزاياه فراي على موقع مرجع كرة القدم المحترفة.كوم (الإنجليزية)